# PSR B1620−26 b
PSR B1620−26 b là một hành tinh nằm ngoài Hệ Mặt Trời, cách Trái Đất khoảng 12.400 năm ánh sáng và nằm trong chòm sao Scorpius - một chòm sao lớn nằm ở bầu trời phía Nam gần trung tâm của Ngân Hà.Nó còn được biết đến biệt danh không chính thức "Methuselah" và "hành tinh Genesis" do tuổi cực cao của nó.Hành tinh PSR B1620-26b được hình thành khoảng 2 tỷ năm sau vụ nổ Big Bang - sự kiện khơi nguồn khai sinh của vũ trụ.

## Vị trí
Hành tinh này nằm trong quỹ đạo hình tròn xung quanh hai ngôi sao của PSR B1620-26 (gồm PSR B1620-26 A và một sao lùn trắng WD B1620-26) và là hành tinh sao đôi đầu tiên được xác nhận. Đây cũng là hành tinh đầu tiên được tìm thấy trong một cụm cầu. Hành tinh này là một trong những hành tinh ngoài hệ mặt trời lâu đời nhất được biết đến, được cho là có tuổi thọ khoảng 12,9 tỷ năm tuổi.

## Đặc điểm
PSR B1620-26 b có khối lượng gấp 2,5 lần Sao Mộc và quỹ đạo ở khoảng cách 23 AU (3,4 tỷ km), lớn hơn một chút so với khoảng cách giữa Sao Thiên Vương và Mặt trời. Mỗi quỹ đạo của hành tinh mất khoảng 100 năm.
PSR B1620-26 b quay quanh một cặp sao. Ngôi sao chính, PSR B1620-26, là một ngôi sao xung, một sao neutron quay với tốc độ 100 vòng / giây, với khối lượng 1,34 M☉, bán kính có thể khoảng 20 km (0,00003 R☉) và nhiệt độ có thể thấp hơn hoặc bằng 300.000 K. Thứ hai là một sao lùn trắng có khối lượng 0,34 M☉, bán kính có khả năng khoảng 0,01 R☉ và nhiệt độ có thể nhỏ hơn hoặc bằng 25.200 K.Những ngôi sao này quay quanh nhau ở khoảng cách 1 AU cứ sau mỗi 6 tháng.

## Đặt tên
Mặc dù ký hiệu PSR B1620-26 b không được sử dụng trong bất kỳ bài báo khoa học nào, hành tinh này được liệt kê trong cơ sở dữ liệu SIMBAD dưới dạng PSR B1620-26 b. Một số nguồn phổ biến sử dụng ký hiệu PSR B1620-26 c để chỉ hành tinh này, vì nó được mô tả là thành viên thứ ba của một hệ (bao gồm hành tinh và hai ngôi sao).